# Бредовский поход
Бре́довский похо́д — отступление белогвардейских частей и беженцев под командованием генерал-лейтенанта Н.Э. Бредова из района Одессы в Польшу в начале 1920 года.

## История

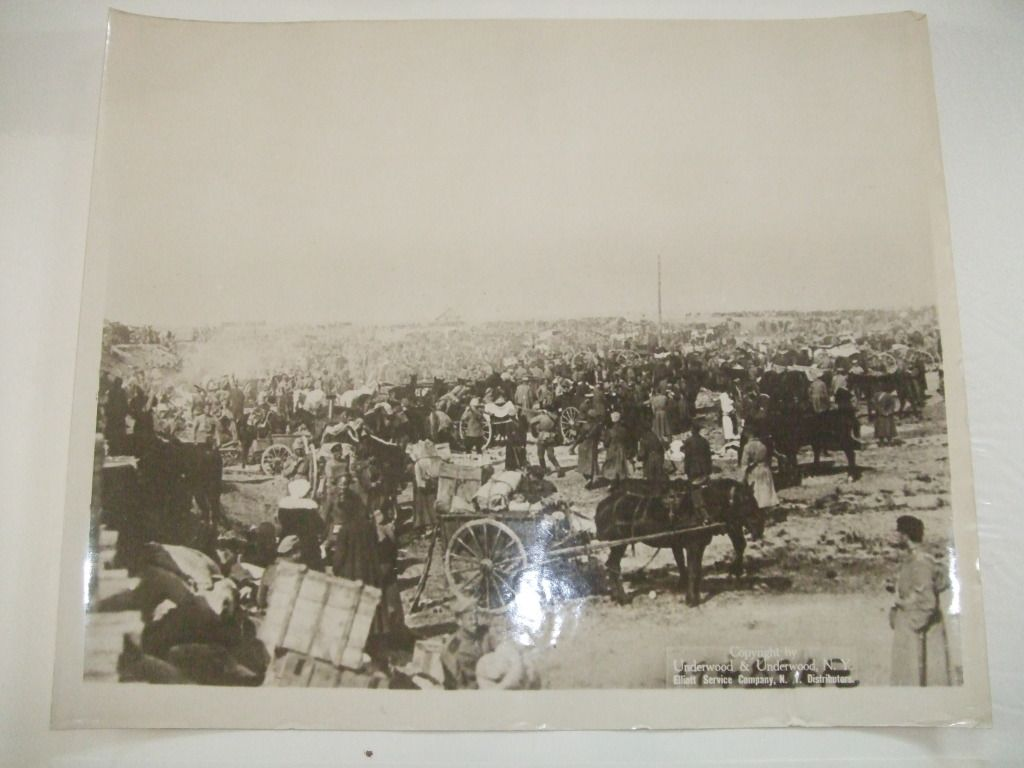
Части отряда генерал-лейтенанта Н. Э. Бредова и беженцы в ожидании эвакуации в Румынию у р. Днестр.

24 января 1920 года директивой командующего Войсками Новороссийской области генерал-лейтенанта Н. Н. Шиллинга все войска правобережной Украины, кроме гарнизона Одессы, были подчинены командующему одной из групп войск области генерал-лейтенанту Н. Э. Бредову. Его главные силы сосредоточивались у Тирасполя, у с. Маяки и у Овидиополя, откуда должны были перейти в Румынию, где, соединившись в Тульче, ждать эвакуации в Крым. 
К отряду Бредова смогли присоединиться и некоторое количество строевых частей и отрядов добровольцев, во главе с бывшим комендантом Одессы полковником Стесселем, который после боя под Канделем принял решение, оставив отряд генерала Васильева, бросив все обозы и беженцев, ударной группой прорываться налегке из окружения для соединения с частями генерала Бредова — около 40 километров. Бросок отряда Стесселя удался, а оставшийся отряд Васильева погиб.
Однако, вследствие отказа Румынии пропустить русские войска, части генерала Бредова в ночь на 30 января начали движение тремя параллельными колоннами на север вдоль реки Днестр. На правом фланге, составляя боковой авангард, шли конные части; в середине — пехотные дивизии и слева, непосредственно вдоль Днестра — обозы. Отряд Бредова сопровождал обоз с 7 тыс. больных и беженцев. Через 14 дней тяжелого похода части Бредова вышли 12 февраля 1920 к местечку Новая Ушица, где встретились с польскими войсками. Некоторое времени они занимали самостоятельный участок фронта против Красной армии, а в марте были разоружены и отправлены в Польшу, где размещены в бывших немецких лагерях для военнопленных: Пикулице (пол. Pikulice) под Перемышлем, Домбе (пол. Dąbie (Kraków)) под Краковым и в Стшалкове (пол. Strzałkowo). В августе 1920 года переброшены в Крым.
В начале похода численность войск в отряде составляла около 23 тыс. солдат и офицеров. В Крым вернулось около 7 тыс. бредовцев. Большинство погибло от эпидемии тифа, в том числе и в польских лагерях. Некоторое количество участников похода пожелало остаться за границей. Кроме того, некоторую часть этнических украинцев поляки перевербовали в польскую армию.
Для участников похода был установлен особый знак: белый крест на национальной ленте с опущенным книзу серебряным мечом, по обе стороны которого цифры «19» и «20» и надписью на обороте «Верные долгу» славянской вязью.

## Соединения, полностью или частично участвовавшие в Бредовском походе
- Отдельная кавалерийская бригада
  - 2-й Офицерский генерала Дроздовского конный полк
  - 3-й конный полк, включал сведенные в дивизионы:
    - Елизаветградский 3-й гусарский полк
    - Сумской 1-й гусарский полк
    - Рижский 11-й драгунский полк

  - Сводно-Кавказский кавалерийский дивизион
    - Тверской 16-й драгунский полк (2 эскадрона)
    - Нижегородский 17-й драгунский полк (2 эскадрона)
    - Северский 18-й драгунский полк (2 эскадрона)

Войска Киевской области ВСЮР
- 2-й армейский корпус (ген. Промтов)
  - 7-я пехотная дивизия
    - Якутский 42-й пехотный полк
    - Сводный полк 15-й пехотной дивизии
    - 7-я артбригада

  - 5-я пехотная дивизия (ген.-майор Оссовский)
    - Севастопольский 75-й пехотный полк
    - Кабардинский 80-й пехотный полк
    - 5-я артбригада

  - Сводно-гвардейская пехотная дивизия - 1000 человек (ген. Скалон)
    - Сводные полки 1-й, 2-й и 3-й гвардейских пехотных дивизий
    - Сводный полк Гвардейской стрелковой дивизии

- Сводный Осетинский дивизион полковника Джагинова
  - 3-й Осетинский конный полк Осетинской конной дивизии
  - 1-й Осетинский стрелковый батальон Осетинской конной дивизии

- 2-я Терская пластунская отдельная бригада (полк. Белогорцев)

Войска Новороссийской области ВСЮР, примкнувшие к отряду генерала Бредова
- 4-я пехотная дивизия (бывшая Крымская) (врио полк. Штейфон)
  - Белозерский 13-й пехотный полк
  - Олонецкий 14-й пехотный полк
  - Ладожский 16-й пехотный полк
  - Симферопольский офицерский полк (полк. Гвоздаков)
  - две батареи Сводного артиллерийского дивизиона
- Отдельная казачья бригада 3-го армейского корпуса (ген.-майор Скляров)
  - 42-й Донской казачий полк
  - 2-й Таманский казачий полк ККВ
  - 2-й Лабинский казачий полк ККВ
    - Крымский конный полк (1 эскадрон)
- 4-я стрелковая дивизия (ген.–майор Непенин) из состава Полтавского отряда Войск Новороссийской области
  - 13-й стрелковый полк
  - 16-й стрелковый полк

## Память
13 февраля 2020 г. на здании храма Св.Николая Чудотворца в Тирасполе установлена мемориальная доска в память 100-летия Бредовского похода.
В тот же день выпущен памятный конверт с портретом Н.Э.Бредова.